# Peter Steblyk
Peter Morris Steblyk (Edmonton, Alberta, 1961. március 25. –) kanadai profi jégkorongozó.

## Pályafutása
Komolyabb junior karrierjét az Alberta Junior Hockey League-es St. Albert Saintsben kezdte 1977-ben. Még ebben az idényben egy ligával feljebb lépett, a Western Hockey League-be, a Medicine Hat Tigers csapatába és 1981-ig kerettag volt. Az 1980-as NHL-drafton a New York Islanders választotta ki a 9. kör 185. helyén. A National Hockey League-ben sosem játszott. Felnőtt pályafutását 1981 végén a CHL-es Indianapolis Checkersben kezdte, ahol 2 mérkőzést játszott és a utána a teljes szezont az IHL-es Toledo Goaldiggersben töltötte. A csapattal a szezon végén megnyerték a Turner-kupát. A következő szezonban is ugyanígy játszott: 4 mérkőzés a CHL-ben majd a teljes szezon az IHL-ben ugyan azokban a csapatokban. A bajnokság végén ismét megnyerték a Turner-kupát.

## Díjai
- Turner-kupa: 1982, 1983